# Prentice Mulford

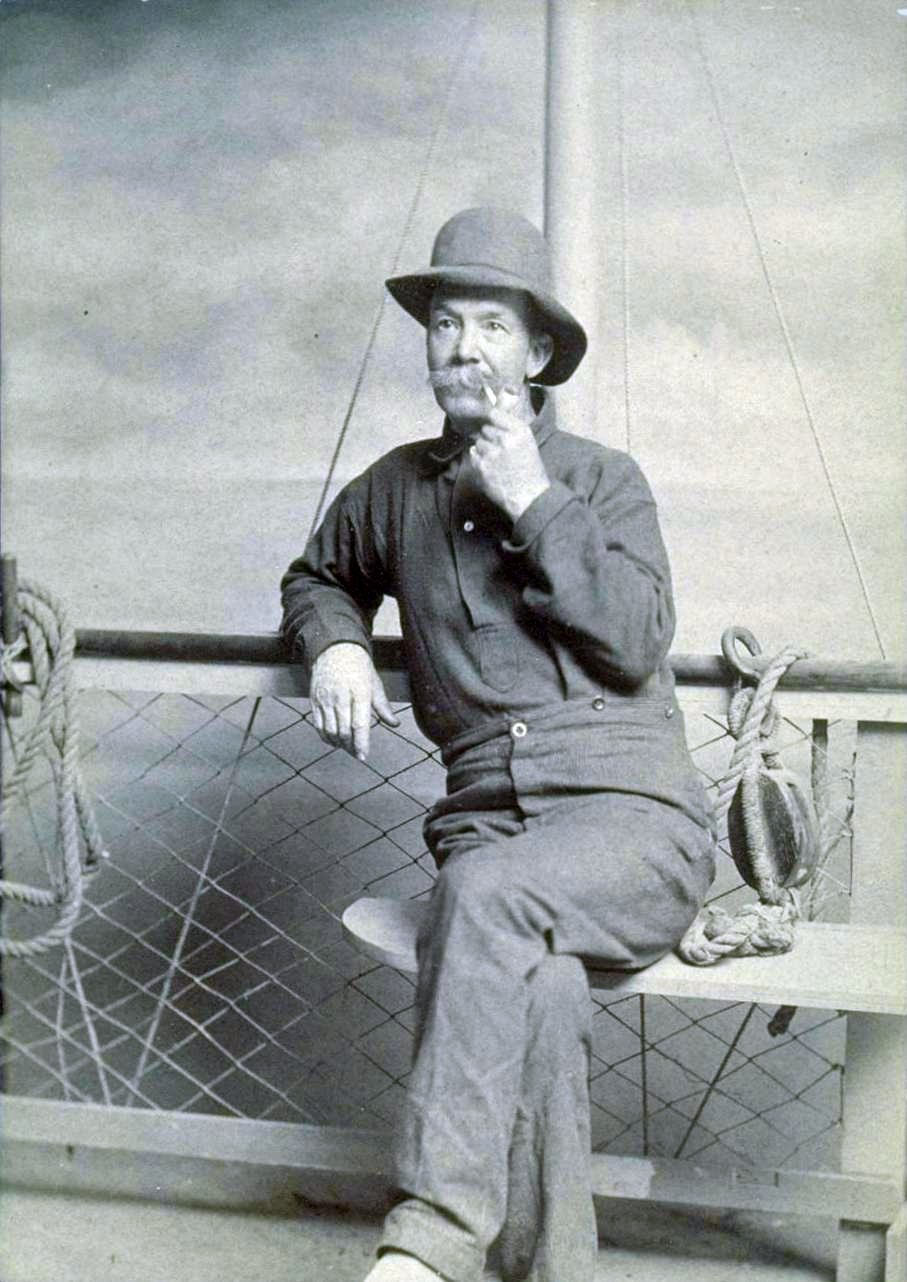
Prentice Mulford

Prentice Mulford (ur. 5 kwietnia 1834 w Sag Harbour na Long Island koło Nowego Jorku, zm. 27 maja 1891), amerykański pisarz i filozof.
Zajmował się również żeglarstwem, poszukiwaniem złota, dziennikarstwem, połowem wielorybów. Przez pewien czas wydawał własną gazetę. Dwa lata spędził w Anglii, po powrocie zamieszkał w zbudowanej przez siebie chacie i własnym sumptem wydawał eseje. Mniej znany, zaliczany do grona nowożytnych humanistów samouk. Zmarł z niewiadomych przyczyn podczas podróży łódką do miejsca urodzenia.

## Ważniejsze dzieła Prentice Mulforda
- Przeciw śmierci
- Moc ducha, moc życia
- Niewykorzystane siły życia
- Źródło twojej siły